# Комод
Марко Аурелије Комод Антонин Август (лат. Marcus Aurelius Commodus Antoninus Augustus; Ланувијум, 31. август 161 — 31. децембар 192.)  је био римски цар који је владао од 177. до 192. године. Служио је заједно са својим оцем Марком Аурелијем од 177. до његове смрти 180. године, а од тада је владао сам до свог убиства. Уобичајено се сматра да његова владавина означава крај златног доба мира и просперитета у историји Римског царства (Pax Romana).
Комод је био у пратњи свог оца током Маркоманских ратова 172. и на турнеји по источним провинцијама 176. Следеће године је постао најмлађи цар и конзул до тада, са 16 година. Током његове самосталне владавине, Римско царство уживало је мањи војни сукоб у поређењу са владавином Марка Аурелија. Интриге и завере су биле у изобиљу, што је навело Комода да се врати на све више диктаторски стил руковођења, што је кулминирало стварањем култа божанствене личности, укључујући и наступ гладијатора у Колосеуму. Током своје владавине, Комод је поверио управљање пословима коморнику и преторијанским префектима, Саотеру, Перенису и Клендеру.
Комодово убиство 192. године, од стране рвача у кади који га је држао под водом, означило је крај династије Нерва–Антонин. Наследио га је Пертинакс, први цар у бурној Години пет царева.

## Имена
Комод је неколико пута мењао име.
- Рођен је као Луције Аурелије Комод.
- Од 166. до 176. његово је гласило: Цезар Луције Аурелије Комод
- Од 176. до 180.: Цезар Луције Аурелије Комод Август
- 180. Цезар Луције Аурелије Комод Антонин Август
- Од 180. до 191. године његово име је гласило Цезар Марко Аурелије Комод Антонин Август.
- Од 191. до смрти: Цезар Луције Елије Аурелије Комод Август

## Биографија

### Детињство и младост
Комод је рођен као близанац, од оца Марка Аурелија и мајке Фаустине Млађе. Његов брат је рано умро. О Комоду се бринуо широко познати лекар Гален. Комод је добио обимно образовање и имао је неколико тутора који су се фокусирали на интелектуално формирање младог цезара. Већ са пет година добио је титулу цезара, а са 17 година постао је савладар (Август). Један део своје младости провео је заједно са оцем у рату против Маркомана када се налазио у римском војном логору Карнунтуму који је служио као царев ратни штаб.
Највероватније је да је тамо примио титулу Германика (освајач Германије) у присуству војске. Ова титула сугерише да је Комод био присутан приликом победе његовог оца над Маркоманима. 20. јануара 175., Комод је примљен у Колегијум понтифика, што је означавало почетак политичке каријере још од времена републике.
175. године, гувернер Сирије, Авидије Касије прогласио се за цара, услед гласина да је Марко Аурелије умро. Пошто су га Сирија, Палестина и Египат прихватиле за цара, Касије је наставио са својом побуном и када је постало јасно да је цар жив. Током припрема за сукоб са Касијем, Комод је постао пунолетан према римском закону у оденуо тогу вирилис (лат. toga virilis) на Дунавском фронту 7. јула 175. године.
Авидија Касија је, међутим, убио један од његових центуриона пре него што је кампања против њега и отпочела.
Накот тога, Комод је пратио свог оца на дугачко путовање кроз источне провинције, приликом чега је посетио Антиохију, тада један од највећих градова у царству.
Цар и његов син посетили су и Атину, где су учествовали у Елеусинским мистеријама. У Рим су се вратили на јесен 176.

### Заједничка владавина са оцем, 177. — 180.
Марко Аурелије био је први император након Веспазијана који је имао сопственог биолошког сина, и био је пети у низу такозваних "Петорице добрих царева" који су постали цареви након што би их претходник усвојио, Аурелије је изгледа имао чврсту намеру да Комод буде његов наследник.
27. новембра 176. Аурелије је сину доделио титулу императора, затим, средином следеће године и титулу августа чиме је Комоду дао статус једнак свом и формално делио власт са њим.
23. децембра исте године два августа прославила су заједнички тријумф а Комод је добио трибунске почасти. 1. јануара 177. Комод је постао конзул по први пут, што га је са петнаест година учинило најмлађим конзулом у дотадашњој римској историји. Након тога се оженио Брутијом Криспином после чега је још једном пратио оца на Дунавски фронт.
17. марта 180. Марко Аурелије је умро за време похода на дунавској граници, а осамнаестогодишњи Комод остао је једини цар. Комод је био први (и до 337. једини) император који је „Рођен у пурпуру“, тј. за време владавине свог оца.

### Самостална владавина, 180. — 192.

#### Прве године владавине
Поставши самостални владар, Комод одмах склапа мир са Маркоманима и 22. октобра 180. прославља тријумф у Риму.
Одмах по доласку на власт, Комод је девалвирао римску валуту, смањујући тежину денаријуса са 3.85 грама на 3.35. У контрасту са владавином Марка Аурелија, која је била обележена скоро непрекидним ратовањем на границама, Комодова владавина је била мирна у војном смислу, али истовремено и обележена политичким раздором и све каприциознијим понашањем самог императора.
Упркос озлоглашености, и важности његове владавине, Комодове године на власти нису добро документоване. Главни литерарни извори су Касије Дион (Комодов савременик а понекад и лични сведок догађаја, али у случају Комодове владавине списи су фрагментирани и пуни скраћивања, и Херодијан и његове Царске повести (лат. Historia Augusta), која остаје веома непоуздан извор, првенствено услед тога што је то литерарни рад а не историјски спис, са елементима фикције уграђеним у биографије).
Комод се брзо након очеве смрти вратио у Рим, претходно закључивши примирје са племенима на дунаву. У Риму је прославио тријумф поводом успешног окончања рата, 22. октобра 180. године. За ралику од Трајана, Хадријана, Антонина Пија и Марка Аурелија, изгледа да Комода нису интересовали послови администрације. Комод је током своје владавине тежио да препусти практичне послове управљања својим миљеницима.
Незадовољство државним пословима довело је до серија завера и покушаја државних удара, што је навело Комода да преузме вођење послова, а то је учинио у све већем диктаторском маниру.
Сенатски ред почео је да га се боји и мрзи, али упркос томе докази указују да је Комод био популаран међу војском и обичним народом током великог дела своје владавине чему је свакако допринела његова раскошна дарежљивост (забележена у његовом новцу) а и због тога што је приређивао али и лично учествовао у гладијаторским борбама.
Један од начина помоћу којих је император плаћао своју раскош и масовну забаву био је порез који је наметнуо сенатској класи те је на многим натписима традиционални редослед државне власти, Сенат и Народ Римски, провокативно обрнут (Народ и Сенат... - Populus Senatusque...)
182. Комод се суочио са завером коју је организовала његова сестра, Луцила. Њен супруг, Тиберије Клаудије Помпејан, није био умешан али у организовању завере помогла су јој двојица људи за које се говорило да су њени љубавници. Марко Умидије Анијан, конзул за 167. годину - а такође и блиски рођак - и Апије Клаудије Квинтијан који је покушао да убије Комода док је овај улазио у позориште. Убиство није успело а заверенике су ухватили цареви телохранитељи.
Анијан и Квинтијан су погубљени а сама Луцила прогнана на острво Капри да би касније и она била погубљена.

### Клеандер
За разлику од својих способних претходника, Комода није интересовало управљање државом, које је потпуно препустио својим фаворитима, први од којих је био Сотер. Након завера из 182. његов саветник Секст Тигидије Перенис бавио се државним пословима, док је Комод пронашао новог миљеника у својем коморнику Клеандеру, грчком ослобођенику из Фригије који се оженио једном од царевих љубавница, Демостратијом.
Комод, међутим, није знао да је управо Клеандер убио његовог претходног миљеника Сотера, у склопу завере коју је сковао Перенис желећи да уклони ривале и себи осигура власт и Комодову наклоност.
После низа завера и покушаја убиства са којима је био суочен, Комод се повукао ван Рима, на своје породично имање у Ланувијуму. Пошто је био изразито физички снажан, бавио се спортом а његова главна интересовања биле су коњичке и трке кочија и борбе између људи и животиња које је углавном посматрао приватно, али понекад и у јавности.

### Дакија и Британија
183. године, Комод је био конзул са Ауфидијем Викторином и понео је титулу Pius. У исто време избио је рат у Дакији о коме не знамо готово ништа, осим да су се будућа двојица претендената на престо, Клодије Албин и Песценије Нигер истакли у кампањи.
У Британији је, 184. године, гувернер Улпије Марцел обновио римске покушаје да освоји територију северно од Антониновог зида али легионари су се побунили због строге дисциплине коју им је наметнуо, па су прогласили легата Приска за цара.
Приск је одбио да прихвати ову опасну почаст, али је Перенис деградирао све легате у Британији. 15. октобра 184. на Капитолским играма један од филозофа јавно је осудио Перениса пред Комодом, али је одмах погубљен. Према Касију Диону, иако бескрупулозан и амбициозан, Перенис није био корумпиран и добро је водио државу.
Ипак, следеће године, група војника послатих из Британије у Италију да сузбију групу одметника, такође је изнела притужбе на Перенисов рачун пред Комодомм оптуживши га да кује заверу да свог сина уздигне за цара. Иза ових навода је стајао Клеандер, који је намеравао да се реши свог ривала. Комод је дао дозволу да се Перенис и његова породица погубе. Перенисов пад довео је до новог таласа погубљења. Ауфидије Викторин је извршио самоубиство. Улпије Марцел опозван је са места гувернера Британије и замењен Пертинаксом а затим и доведен у Рим на суђење због издаје где је једва избегао да буде погубљен.

### Врхунац Клеандерове моћи и пад
Клеандер је достигао врхунац своје моћи, концентрисавши сву моћ у својим рукама, обогатишви се продајући чланство у сенату, позиције у војсци и гувернерска места и чак и конзулска места, ономе ко би највише понудио. Дошло је до немира у провинцијама а велики број војних дезертера изазвао је проблеме и Галији и Германији. Песценије Нигер сузбио је дезертере у Галији а побуна у Бретањи угушена је двема легијама доведеним из Британије.
187. један од дезертера, Матернус, дошао је из Галије са намером да убије Комода на фестивалу Велике Богиње у марту али је разоткривен и погубљен. Исте године, Пертинакс је открио заверу испланирану од стране двојице Клеандерових непријатеља, Анистисија Брута и Арија Антонина. Услед серије завера, Комод се ретко појављивао у јавности и живео на својим имањима.
Почетком 188. Клеандер је уклонио преторијанског префекта и сам преузео контролу над преторијанцима створишви нову функцију са два преторијанска префекта под својом командом. На врхунцу моћи, Клеандер је наставио да продаје јавне фукције као своју приватну имовину. Врхунац је наступио 190. године која је имала чак 25 конзула, што је био рекорд у хиљаду година дугој историји римског конзулата. Сви су били постављени од стране Клеандера, а један од њих био је и будући император, Септимије Север.
190. Рим је погодила несташица хране за коју је префект задужен за снабдевање житом оптужио Клеандера. Крајем јуна, маса је протестовала против Клеандера приликом трке коња у Циркус Максимусу. Клеандер је послао преторијанце да смире немире, али Пертинакс, који је тада био префект града Рима послао је градске вигиле да их у томе спрече. Клеандер је побегао код Комода (који се налазио у Лаурентуму, древном месту близу луке Остија), тражећи његову заштиту, али руља га је пратила, захтевајући његову главу.
На наговор своје љубавнице, Марције, Комод је наредио да се Клеандеру одруби глава а његов син убије. У серији нових погубљења страдали су и преторијански префект, Комодова рођака Анија Фаустина и његов рођак Мамертије.
Цар је променио име у Луције Елије Аурелије Комод. Са 29 година преузео је власт у своје руке, мада је и даље владао посредством неколико миљеника у које су спадали његова љубавница, Марција, нови коморник Еклектије и нови преторијански префект, Квинт Емилије Лет.
Марција је наводно била хришћанка.

#### Мегаломанија
После 190. Комодова мегаломанија узимала је све већег маха. После једног пожара Комод се прогласио новим Ромулом и поново основао град, преименујући га у Colonia Lucia Annia Commodiana. Сви месеци у години преименовани су да би одговарали једном од Комодових дванаест имена: Lucius, Aelius, Aurelius, Commodus, Augustus, Herculeus, Romanus, Exsuperatorius, Amazonius, Invictus, Felix, Pius. Легије су добиле име Commodianae а чак је и сам сенат назван Комодов Срећни Сенат. Његова палата и сви римљани понели су име Commodianus а дан на који су ове реформе донете имао је да буде назван Dies Commodianus, "Комодов дан".

### Убиство
Новембра 192. Комод је председавао Плебејским играма током којих је устрелио на стотине животиња стрелама и копљем сваког јутра а поподне би се борио као гладијатор, победивши у свим борбама. Децембра је најавио да ће нову 193. годину свечано инаугурисати и као конзул и као гладијатор.
Негде у исто време, преторијански префект Квинт Емилије Лет организовао је заверу која би на престо довела градског префекта, Пертинакса. У завери је учествовала Комодова љубавница, Марција, и његов коморник, Еклектије.
31. децембра, Марција је отровала Комодову храну али цар је повратио отров након чега су завереници послали Нарциса, његовог партнера у рвању, да га задави у купатилу.
Одмах после Комодове смрти, сенат га је прогласио за јавног непријатеља (што је де факто значило забрану сећања - damnatio memoriae). Граду и институцијама враћено је старо име. Комодове статуе су срушене, натписи и споменици који су носили његово име избрисани и уништени.
Комод је сахрањен у Хадријановом маузолеју. Његовом смрћу окончана је Антонинска династија а уједно је означила почетак кризе познате као Година пет царева.

## Занимљивости
Комодов лик и лик његовог оца послужили су као основ за радњу филма Гладијатор, Ридлија Скота.

## Породично стабло
|  |                               |  |  |  |  |  |  |  |  |  |  |  |  |  |  |  |
|  | 8. Marcus Annius Verus        |  |  |  |  |  |  |  |  |  |  |  |  |  |  |  |
|  |                               |  |  |  |  |  |  |  |  |  |  |  |  |  |  |  |
|  |                               |  |  |  |  |  |  |  |  |  |  |  |  |  |  |  |
|  | 17. Libo Rupilius Frugi       |  |  |  |  |  |  |  |  |  |  |  |  |  |  |  |
|  |                               |  |  |  |  |  |  |  |  |  |  |  |  |  |  |  |
|  |                               |  |  |  |  |  |  |  |  |  |  |  |  |  |  |  |
|  | 4. Marcus Annius Verus        |  |  |  |  |  |  |  |  |  |  |  |  |  |  |  |
|  |                               |  |  |  |  |  |  |  |  |  |  |  |  |  |  |  |
|  |                               |  |  |  |  |  |  |  |  |  |  |  |  |  |  |  |
|  | 18. Matidia                   |  |  |  |  |  |  |  |  |  |  |  |  |  |  |  |
|  |                               |  |  |  |  |  |  |  |  |  |  |  |  |  |  |  |
|  |                               |  |  |  |  |  |  |  |  |  |  |  |  |  |  |  |
|  | 9. Rupilia Faustina           |  |  |  |  |  |  |  |  |  |  |  |  |  |  |  |
|  |                               |  |  |  |  |  |  |  |  |  |  |  |  |  |  |  |
|  |                               |  |  |  |  |  |  |  |  |  |  |  |  |  |  |  |
|  | 2. Марко Аурелије             |  |  |  |  |  |  |  |  |  |  |  |  |  |  |  |
|  |                               |  |  |  |  |  |  |  |  |  |  |  |  |  |  |  |
|  |                               |  |  |  |  |  |  |  |  |  |  |  |  |  |  |  |
|  | 10. Tullus Domitius Calvisius |  |  |  |  |  |  |  |  |  |  |  |  |  |  |  |
|  |                               |  |  |  |  |  |  |  |  |  |  |  |  |  |  |  |
|  |                               |  |  |  |  |  |  |  |  |  |  |  |  |  |  |  |
|  | 5. Domitia Lucilla Minor      |  |  |  |  |  |  |  |  |  |  |  |  |  |  |  |
|  |                               |  |  |  |  |  |  |  |  |  |  |  |  |  |  |  |
|  |                               |  |  |  |  |  |  |  |  |  |  |  |  |  |  |  |
|  | 11. Domitia Lucilla Major     |  |  |  |  |  |  |  |  |  |  |  |  |  |  |  |
|  |                               |  |  |  |  |  |  |  |  |  |  |  |  |  |  |  |
|  |                               |  |  |  |  |  |  |  |  |  |  |  |  |  |  |  |
|  | 1. Комод                      |  |  |  |  |  |  |  |  |  |  |  |  |  |  |  |
|  |                               |  |  |  |  |  |  |  |  |  |  |  |  |  |  |  |
|  |                               |  |  |  |  |  |  |  |  |  |  |  |  |  |  |  |
|  | 12. Titus Aurelius Fulvus     |  |  |  |  |  |  |  |  |  |  |  |  |  |  |  |
|  |                               |  |  |  |  |  |  |  |  |  |  |  |  |  |  |  |
|  |                               |  |  |  |  |  |  |  |  |  |  |  |  |  |  |  |
|  | 25. Gnaius Arrius Antoninus   |  |  |  |  |  |  |  |  |  |  |  |  |  |  |  |
|  |                               |  |  |  |  |  |  |  |  |  |  |  |  |  |  |  |
|  |                               |  |  |  |  |  |  |  |  |  |  |  |  |  |  |  |
|  | 6. Антонин Пије               |  |  |  |  |  |  |  |  |  |  |  |  |  |  |  |
|  |                               |  |  |  |  |  |  |  |  |  |  |  |  |  |  |  |
|  |                               |  |  |  |  |  |  |  |  |  |  |  |  |  |  |  |
|  | 26. Boiona Procilla           |  |  |  |  |  |  |  |  |  |  |  |  |  |  |  |
|  |                               |  |  |  |  |  |  |  |  |  |  |  |  |  |  |  |
|  |                               |  |  |  |  |  |  |  |  |  |  |  |  |  |  |  |
|  | 13. Arria Fadilla             |  |  |  |  |  |  |  |  |  |  |  |  |  |  |  |
|  |                               |  |  |  |  |  |  |  |  |  |  |  |  |  |  |  |
|  |                               |  |  |  |  |  |  |  |  |  |  |  |  |  |  |  |
|  | 3. Фаустина Млађа             |  |  |  |  |  |  |  |  |  |  |  |  |  |  |  |
|  |                               |  |  |  |  |  |  |  |  |  |  |  |  |  |  |  |
|  |                               |  |  |  |  |  |  |  |  |  |  |  |  |  |  |  |
|  | 14. Marcus Annius Verus       |  |  |  |  |  |  |  |  |  |  |  |  |  |  |  |
|  |                               |  |  |  |  |  |  |  |  |  |  |  |  |  |  |  |
|  |                               |  |  |  |  |  |  |  |  |  |  |  |  |  |  |  |
|  | 7. Faustina the Elder         |  |  |  |  |  |  |  |  |  |  |  |  |  |  |  |
|  |                               |  |  |  |  |  |  |  |  |  |  |  |  |  |  |  |
|  |                               |  |  |  |  |  |  |  |  |  |  |  |  |  |  |  |
|  | 30. Libo Rupilius Frugi       |  |  |  |  |  |  |  |  |  |  |  |  |  |  |  |
|  |                               |  |  |  |  |  |  |  |  |  |  |  |  |  |  |  |
|  |                               |  |  |  |  |  |  |  |  |  |  |  |  |  |  |  |
|  | 15. Rupilia Faustina          |  |  |  |  |  |  |  |  |  |  |  |  |  |  |  |
|  |                               |  |  |  |  |  |  |  |  |  |  |  |  |  |  |  |
|  |                               |  |  |  |  |  |  |  |  |  |  |  |  |  |  |  |
|  | 31. Matidia                   |  |  |  |  |  |  |  |  |  |  |  |  |  |  |  |
|  |                               |  |  |  |  |  |  |  |  |  |  |  |  |  |  |  |
|  |                               |  |  |  |  |  |  |  |  |  |  |  |  |  |  |  |